# Von Triers 100 øjne
|  | Denne artikel er oprettet af botten PalnaBot ud fra en ekstern database. Den kan derfor have sproglige fejl eller mangler. Denne skabelon kan fjernes efter kontrol af indholdet. |

von Triers 100 øjne er en dansk portrætfilm fra 2000 skrevet og instrueret af Katia Forbert Petersen.

## Handling
I maj 2000 modtog Lars von Trier De Gyldne Palmer i Cannes for filmen Dancer in the Dark og den islandske sanger Bjørk fik prisen som bedste skuespillerinde. Filmens titel refererer til von Triers ide om at kombinere det håndholdte kamera, som han selv betjener, med 100 faste, ubemandede kameraer på filmens dansescener. Indspilningen af »Dancer in the Dark« blev et drama i sig selv, især mellem von Trier og Bjørk: "Bjørk og mit forhold er meget ægteskabslignende: Det starter med en masse følelser af forskellig art...kreativitet...man tror man kan læse hinandens tanker, - og så ender det med en magtkamp", siger Trier. »Von Triers 100 øjne« beskriver Triers kamp for at færdiggøre »Dancer in the Dark« og den smerte, der måske er forudsætningen for at skabe kunst.